# 中御門資胤
中御門 資胤（なかのみかど すけたね）は、安土桃山時代から江戸時代前期にかけての公卿。右中弁・中御門宣教の養子。官位は正二位・権大納言。中御門家13代当主。

## 経歴
永禄12年（1569年）、大納言・庭田重保の子として誕生。母は広橋兼秀の娘。中御門宣教の養子となって名を宣光とした（のちに宣泰、次いで資胤と改名）。
多くの役職を歴任したのち、元和3年（1617年）、正二位となる。この頃には後陽成天皇の譲位宣命使や春日祭上卿を務めた。
寛永3年（1626年）正月に58歳で死去した。

## 官歴
- 天正6年（1578年）
  - 3月5日 - 従五位下
  - 3月18日 - 左衛門権佐
- 天正7年（1579年）1月14日 - 権右少弁
- 天正9年（1581年）
  - 1月 - 従五位上
  - 11月11日 - 左少弁
  - 12月27日 - 蔵人
- 天正10年（1582年）1月5日 - 正五位下
- 天正11年（1583年）12月28日 - 正五位上
- 天正14年（1586年）11月4日 - 右中弁
- 天正17年（1589年）
  - 1月15日 - 従四位下、蔵人頭
  - 3月30日 - 左中弁
  - 4月1日 - 従四位上
  - 4月28日 - 正四位下
- 天正18年（1590年）1月5日 - 正四位上
- 文禄3年（1594年）8月19日 - 右大弁
- 慶長2年（1597年）1月13日 - 参議
- 慶長3年（1598年）1月5日 - 従三位
- 慶長4年（1599年）1月11日 - 権中納言
- 慶長16年（1611年）4月21日 - 正三位
- 慶長17年（1612年）1月11日 - 権大納言
- 慶長19年（1614年）1月5日 - 従二位
- 元和3年（1617年）1月5日 - 正二位、神宮伝奏

## 系譜
- 実父：庭田重保
- 実母：広橋兼秀の娘
- 養父：中御門宣教
- 正室：中御門宣教の娘
  - 子：清閑寺共房（1589-1661） - 再興清閑寺家の祖
    - 孫：清閑寺共綱

  - 子：中御門尚良（1590-1641） - 宣衡とも
    - 孫：中御門宣順
- 妻：家女房
  - 子：重秀室
  - 子：山科言総室